# Metin Oktay
Metin Oktay (ur. 2 lutego 1936 w İzmir, zm. 13 września 1991 w Stambule) – turecki piłkarz, jeden z najlepszych strzelców w historii reprezentacji Turcji.
Oktay swą przygodę z futbolem rozpoczął w 1952 roku w amatorskim klubie Damlacik, rok później z kolei przeniósł się do innego amatorskiego zespołu - Yün Mensucat. To właśnie grając w tej drużynie, zadebiutował w młodzieżowej reprezentacji Turcji, z którą wywalczył 4. miejsce na Mistrzostwach Świata w Niemczech. Po sezonie podpisał umowę z İzmirspor, w barwach którego zdobył 17 bramek w sezonie, będąc tym samym najskuteczniejszym snajperem w całej lidze. W 1955 r., Gündüz Kılıç, trener, jak również były piłkarz Galatasaray SK sprowadził go do siebie. Oktay miał wówczas jedynie 19 lat, a już podpisał 5-letni kontrakt oraz otrzymał samochód marki Chevrolet. Pomimo swojego młodego wieku, turecki napastnik był jednym ze skuteczniejszych strzelców w lidze, z 19 golami na koncie, natomiast Galatasaray SK świętowało mistrzowski tytuł. Oktay kolejno przez cztery sezony był najskuteczniejszym strzelcem w rozgrywkach.
W 1960 turecki napastnik miał rozwiązać umowę z Galatasaray SK i również z tego powodu rozwiódł się ze swoją żoną, Oyą Sari, która chciała by mąż dołączył do byłego klubu – İzmirspor. W grudniu tego samego roku zdobył 4 gole w wygranym 5:0 meczu z odwiecznym rywalem Fenerbahçe SK. Wówczas bardzo szybko stał się wielkim ulubieńcem kibiców. Na jego cześć powstało wiele utworów. Niedługo później, jako pierwszy w historii turecki piłkarz był bohaterem filmu, w którym zagrał samego siebie.
Metin Oktay przywdziewał trykoty Galatasaray SK aż do 1969 r., z wyjątkiem krótkiego okresu w latach 1961–1962, kiedy zaliczył epizod we włoskim US Palermo. W sumie, aż sześciokrotnie zdobywał koronę króla strzelców ligi tureckiej w barwach klubu ze Stambułu. Ustanowił także rekord 217 bramek. Jego rekord pobity został dopiero w 1988 r. przez Tanju Çolaka, który zdobył jednego gola więcej. Taçsız Kral nazwał Oktaya ”Królem bez korony”, z racji tego, iż szczególnie groźny był w meczach derbowych. W 1959 roku Oktay popisał się piekielnie mocnym uderzeniem przeciwko odwiecznemu rywalowi, po którym piłka rozerwała siatkę. Ten gol był jednym z 18 trafień przeciwko Fenerbahçe SK. Innym wielkim rywalem Galatasaray SK był Beşiktaş JK, któremu w sumie Oktay zaaplikował 13 goli. Po zakończeniu kariery piłkarskiej, w sezonie 1969/1970 Turek pracował jako asystent trenera w Galatasaray SK. Kilka lat później samodzielnie prowadził Bursaspor, natomiast począwszy od 1984, przez dwa lata pełnił funkcję członka zarządu w tym klubie.
W kadrze narodowej rozegrał 36 spotkań i zdobył 19 bramek, przełamując zarazem rekord. ”Król” przygodę z futbolem zakończył w 1969 roku. W 1991 zginął w wypadku samochodowym.
Każdego roku, 13 września, kibice jak i piłkarze Galatasaray SK składają hołd ”Niekoronowanemu Królowi” obok jego grobu na cmentarzu Kozlu Topkapı w Stambule. Galatasaray SK nazwało jeden ze swoich ośrodków treningowych imieniem Metina Oktaya.